# IEEE Communications Surveys and Tutorials
IEEE Communications Surveys and Tutorials is een internationaal, aan collegiale toetsing onderworpen wetenschappelijk tijdschrift op het gebied van de informatiesystemen en telecommunicatie. De naam wordt in literatuurverwijzingen meestal afgekort tot IEEE Commun. Surv. Tut. Het wordt uitgegeven door het Institute of Electrical and Electronics Engineers.